# Bahía de Nuevitas
Bahía de Nuevitas är en vik i Kuba.   Den ligger i provinsen Provincia de Camagüey, i den östra delen av landet, 600 km öster om huvudstaden Havanna.